# Dream Evil
Dream Evil – szwedzka grupa heavy-/powermetalowa, założona w 1999 roku przez producenta muzycznego Fredrika Nordströma.

## Muzycy
| Obecny skład zespołu - Pete Pain – gitara basowa (1999-2005, od 2005) - Ritchie Rainbow – gitara rytmiczna, instrumenty klawiszowe (od 1999) - Nick Night – wokal prowadzący (1999-2005, od 2005) - Pat Power – perkusja (od 2006) - Dannee Demon – gitara prowadząca (od 2007) Byli członkowie zespołu - Gus G. – gitara prowadząca (1999-2004) - Snowy Shaw – perkusja (2002-2006) - Mark Black – gitara prowadząca (2004-2007) - Tommy Larsson – gitara basowa (2005) - Jake E. Berg – wokal prowadzący (2005) |  | Muzycy koncertowi - Klas Bas – gitara basowa (2004) - Magnus Olsfelt – gitara basowa - Daniel Svensson – perkusja |

## Dyskografia
| 2002                           | Dragonslayer - Data: 20 lipca 2002 - Wydawca: Century Media Records           | —  | —  |
| 2003                           | Evilized - Data: 27 lutego 2003 - Wydawca: Century Media Records              | 55 | —  |
| 2004                           | The Book of Heavy Metal - Data: 31 maja 2004 - Wydawca: Century Media Records | 45 | —  |
| 2006                           | United - Data: 31 października 2006 - Wydawca: Century Media Records          | 24 | —  |
| 2010                           | In The Night - Data: 25 stycznia 2010 - Wydawca: Century Media Records        | 53 | 19 |
| "—" pozycja nie była notowana. |                                                                               |    |    |

| Rok  | Tytuł                                                                                          |
| ---- | ---------------------------------------------------------------------------------------------- |
| 2003 | Children of the Night (minialbum) - Data: 3 października 2003 - Wydawca: Century Media Records |
| 2004 | The First Chapter (singel) - Data: 26 kwietnia 2004 - Wydawca: Century Media Records           |
| 2008 | Gold Medal in Metal (kompilacja) - Data: 25 sierpnia 2008 - Wydawca: Century Media Records     |

## Teledyski
| Rok  | Tytuł                     | Reżyseria      | Album                   | Źródło |
| ---- | ------------------------- | -------------- | ----------------------- | ------ |
| 2003 | "Children Of The Night"   | —              | Evilized                | [ 5 ]  |
| 2004 | "Book Of Heavy Metal"     | Patric Ullaeus | The Book Of Heavy Metal | [ 5 ]  |
| 2006 | "Fire! Battle! In Metal!" | Patric Ullaeus | United                  | [ 5 ]  |
| 2006 | "Blind Evil"              | Patric Ullaeus | United                  | [ 5 ]  |
| 2010 | "Bang Your Head"          | Patric Ullaeus | In The Night            | [ 5 ]  |
| 2010 | "The Ballad"              | Patric Ullaeus | In The Night            | [ 5 ]  |